# کلیان (میانه)
کلیان (میانه)، روستایی از توابع بخش کاغذکنان شهرستان میانه در استان آذربایجان شرقی ایران است.

## جمعیت
این روستا در دهستان کاغذکنان شمالی قرار دارد و براساس سرشماری مرکز آمار ایران در سال ۱۳۸۵، جمعیت آن ۱۵۵ نفر (۴۲خانوار) بوده‌است.